# Interparfums

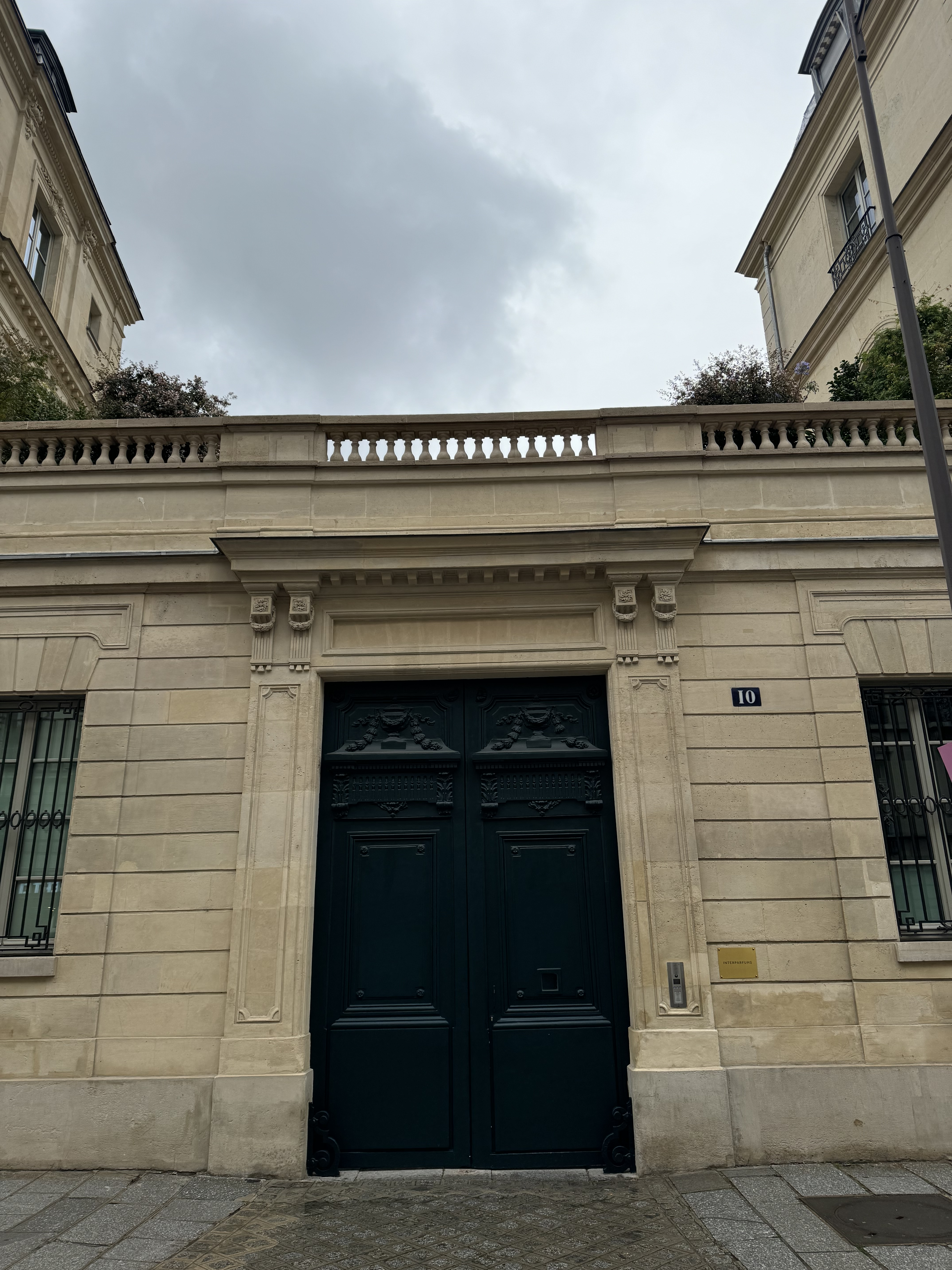
Hauptsitz von Interparfums

Interparfums ist der Name eines französischen Unternehmens auf dem Gebiet der Duftstoffherstellung und seiner US-amerikanischen Mutterholding. 
Die französische Interparfums SA ist Teil des CAC-Mid-60-Index, die amerikanische Interparfums Inc. wird an der NASDAQ gehandelt. Die französische Interparfums wurde 1982 durch Philippe Benacin und Jean Madar gegründet und vertrieb zu Beginn Parfüms für den Massenmarkt. Mit der Zeit fokussierte sich das Unternehmen auf höherpreisige Markenparfüms. Interparfums hält unter anderem die Lizenzen zum Vertrieb von Duftwässern unter den Marken „Coach“, „Jimmy Choo“, „Karl Lagerfeld“ und „Montblanc“. Die US-amerikanische Interparfums Inc. wurde 1985 als Holdinggesellschaft für die Interparfums SA gegründet und befindet sich ihrerseits zu 44 % im Besitz der Unternehmensgründer Benacin und Madar. Interparfums Inc. hält 72 % der Anteile der Interparfums SA.